# Пісочник буроголовий
Пісочник буроголовий (Charadrius forbesi) — вид сивкоподібних птахів родини сивкових (Charadriidae).

## Назва
Вид названий на честь британського зоолога Вільяма Александра Форбса (1855—1883).

## Поширення
Вид поширений у Західній та Центральній Африці. Гніздиться на берегах річок, ставків і озер. Поза сезоном розмноження під час вологого сезону цей птах переміщується на вологі луки.